# MOD (파일 형식)
MOD는 주로 음악을 표현하는 데 사용되는 컴퓨터 파일 형식으로 최초의 모듈 파일 형식이었다. MOD 파일은 파일 이름 확장자에 의존하지 않는 아미가를 제외하고 ".MOD" 파일 확장자를 사용한다. 대신 파일의 헤더를 읽어 파일 형식을 결정한다. MOD 파일에는 샘플 형태의 악기 세트, 샘플 재생 방법과 시기를 나타내는 여러 패턴, 어떤 순서로 재생할 패턴 목록이 포함되어 있다.

## 포맷 개요
패턴은 일반적으로 시퀀서 사용자 인터페이스에서 채널당 하나의 열이 있는 테이블로 표시되므로 각 아미가 하드웨어 채널에 하나씩 총 4개의 열이 있다. 각 열에는 64개의 행이 있다.
테이블의 셀은 해당 행의 시간에 도달하면 해당 열의 채널에서 여러 작업 중 하나가 발생하도록 할 수 있다.
- 주어진 볼륨에서 이 채널의 새 음표를 연주하는 악기를 시작한다. 특수 효과가 적용될 수도 있다.
- 현재 노트에 적용되는 볼륨이나 특수 효과를 변경한다.
- 패턴 흐름을 변경한다. 특정 노래나 패턴 위치로 점프하거나 패턴 내에서 반복
- 아무것도 하지 않음. 이 채널에서 재생 중인 기존 음표는 계속 재생된다.

악기는 지속적인 음을 유지하기 위해 샘플의 어느 부분을 반복할 수 있는지에 대한 선택적 표시가 있는 단일 샘플이다.

## 같이 보기
- 모듈 파일
- MIDI